# Erythropitta erythrogaster dohertyi
La pitta di Sula o pitta ventrerosso di Sula (Erythropitta erythrogaster dohertyi (Rothschild, , 1898)) è un uccello passeriforme della famiglia dei Pittidi.

## Etimologia
Il nome scientifico di questi uccelli è stato scelto in omaggio allo studioso statunitense William Doherty, che procurò gli esemplari poi descritti scientificamente dal barone Rothschild.

## Descrizione

### Dimensioni
Misura una quindicina di centimetri di lunghezza, coda compresa.

### Aspetto
Questi uccelli hanno un aspetto massiccio e paffuto, con ali e coda corte, testa arrotondata e becco allungato.

La livrea di questi uccelli è piuttosto dissimile da quella della pitta ventrerosso: fronte e vertice sono di color rosso cupo, mentre il resto della testa, il collo, la gola e la parte superiore del petto sono neri, con una cospicua banda orizzontale azzurra fra gola e petto che va da spalla a spalla, congiungendosi con l'azzurro-verdastro delle ali (queste ultime con remiganti primarie nerastre munite di banda trasversale bianca). Codione e coda sono azzurri, mentre la parte inferiore del petto, il ventre ed il sottocoda sono di colore rosso. La femmina presenta colorazione meno brillante rispetto al maschio: in entrambi i sessi il becco è nerastro, le zampe sono di colore carnicino e gli occhi sono bruni.

## Biologia

### Comportamento
Si tratta di uccelli diurni e solitari, estremamente territoriali verso i conspecifici: essi passano la maggior parte della giornata al suolo, muovendosi con circospezione nel folto del sottobosco alla ricerca di cibo.

### Alimentazione
La dieta di questi uccelli si compone perlopiù di lombrichi e chiocciole, venendo inoltre integrata quando possibile con insetti e altri invertebrati di piccole dimensioni.

### Riproduzione
La riproduzione di questi uccelli non è stata finora descritta in natura, ma si ritiene tuttavia che non si discosti significativamente dal pattern seguito dalle altre specie di pitte.

## Distribuzione e habitat
A dispetto del nome comune, la pitta di Sula non è diffusa unicamente sull'omonima isola indonesiana, ma è presente anche sulle vicine isole Banggai: il suo habitat è rappresentato dalla foresta pluviale primaria e secondaria con presenza di folto sottobosco nel quale questi uccelli cercano cibo e rifugio.

## Tassonomia
Sebbene considerata una sottospecie della pitta ventrerosso da larte del Congresso Ornitologico Internazionale, la pitta di Sula viene considerata da alcuni autori come una specie a sé stante, col nome di Erythropitta dohertyi.